# Étavigny
Étavigny – miejscowość i gmina we Francji, w regionie Hauts-de-France, w departamencie Oise.
Według danych na rok 1990 gminę zamieszkiwało 106 osób, a gęstość zaludnienia wynosiła 15 osób/km² (wśród 2293 gmin Pikardii Étavigny plasuje się na 891. miejscu pod względem liczby ludności, natomiast pod względem powierzchni na miejscu 686.).